# Mestre Louro
Lourival de Souza Serra (Rio de Janeiro, 1950  - idem, 14 de março de 2008), mais conhecido pelo apelido de Mestre Louro,  foi um mestre de bateria de escola de samba do Rio de Janeiro.

## História
Filho de Iracy Serra, um dos fundadores da escola de samba Acadêmicos do Salgueiro, e de Dona Fia, era irmão do compositor Almir Guineto.
Considerado por muitos um dos maiores Diretores de bateria do carnaval carioca, esteve à frente da bateria do Salgueiro no período entre 1972 e 2003.
Foi ainda diretor de bateria da Caprichosos de Pilares nos anos de 2005 e 2006. Esteve na Unidos do Porto da Pedra, mas devido a problemas de saúde abandonou o cargo de diretor de bateria da escola de São Gonçalo.
Faleceu no Hospital da Venerável Ordem Terceira de São Francisco da Penitência, na Tijuca, às 5h30, a 14 de março de 2008, por conta de complicações causadas por um câncer no estômago.

## Premiações
- Estandarte de Ouro

1. 1973 - Melhor bateria (Salgueiro) [2]
2. 1975 - Melhor bateria (Salgueiro) [3]
3. 1984 - Destaque masculino [4]
4. 1992 - Personalidade [5]
5. 1993 - Melhor bateria (Salgueiro) [6]
6. 1998 - Melhor bateria (Salgueiro) [7]
7. 2000 - Melhor bateria (Salgueiro)
8. 2003 - Melhor bateria (Salgueiro) [8]
9. 2008 - Personalidade [9]

- Troféu Manchete

1. 1998 - Melhor bateria (Salgueiro) [7][10]